# Danza de pareja enlazada
La danza de pareja enlazada es una categoría de bailes de salón que abarca las danzas de pareja, en las que ambos bailarines se sujetan aproximando sus cuerpos para formar una unidad danzante, e incluye danzas como el tango y el vals, entre muchas otras. Se distinguen de las danzas de pareja tomada sin enlace, en las que los bailarines se toman ocasionalmente, pero sin formar un enlace, como en el carnavalito andino o el minué europeo.
Algunas de las danzas incluidas en esta categoría son: balboa, blues, chamamé, chamarrita, chotis, habanera, mazurca, milonga, ranchera, shag, tango, vals, etcétera.
Una subcategoría son las danzas de pareja enlazada estrechamente (en inglés referida como close embrace), como por ejemplo el tango y la milonga. 
Las danzas de pareja enlazada han sido muchas veces cuestionadas invocando razones de moralidad y decencia.

## Historia
El vals es una de las más antiguas y difundidas danzas de pareja enlazada. De origen vienés, sus antecedentes se remontan a los siglos XII y XIII. Evolucionado como "ländler", durante el siglo XVIII, termina configurándose como "vals vienés" a fines de ese siglo. En Inglaterra, durante la primera mitad del siglo XIX, fue muy cuestionada por su indecencia y solo se permitía a las mujeres casadas bailar esta danza. Se convirtió en el baile de salón por excelencia en el siglo XIX y mantuvo una posición destacada desde entonces.
La mazurca -y en menor medida la polca-, de origen polaco, tomó auge internacional a partir de la tercera década del siglo XIX hasta el fin de ese siglo.
El tango, gestado en la segunda mitad del siglo XIX, toma de la mazurca -sobre todo- y del vals, la coreografía de la pareja enlazada y estrecha el abrazo para poner los cuerpos y rostros en contacto. También fue moralmente cuestionado hasta la tercera década del siglo XX.